# Рубене (Коценский край)
Рубене (латыш. Rubene) — населённый пункт в Коценском крае Латвии. Входит в состав Коценской волости. Находится у автодороги A3 (E264). По данным на 2015 год, в населённом пункте проживало 414 человек. Есть школа, детский сад, почтовое отделение.

## История
В советское время населённый пункт входил в состав Коценского сельсовета Валмиерского района. В селе располагался колхоз «Копсолис».

## Достопримечательности
Лютеранская церковь, построенная в 1739 году.